# 카일리 매스
카일리 재클린 매스(영어: Kylie Jacqueline Masse, 1996년 1월 18일~)는 캐나다의 수영 선수로 주 종목은 배영이다. 올림픽에서 메달 5개, 세계 선수권 대회 메달 9개, 코먼웰스 게임에서 메달 9개를 획득했으며 범태평양 선수권 대회에서 금메달 1개를 획득했다.
2016년 하계 올림픽에서 100m 배영 부문에서 동메달을 획득했으며 2017년 세계 선수권 대회에서 100m 배영에서 금메달을 획득하여 캐나다 여자 수영 선수로는 최초로 세계 선수권 대회에서 우승했다. 이 때 8년 동안 유지된 여자 100m 배영 세계 기록을 경신했다.
이어서 2019년 세계 선수권 대회에서 100m 배영 금메달을 획득하여 캐나다 여자 수영 선수 최초로 세계 선수권 대회 2연속 우승을 달성했다. 또한 2020년 하계 올림픽에서 은메달 2개, 동메달 1개를 획득했으며 2022년 세계 선수권 대회에서 여자 50m 배영 부문 금메달을 획득했다. 3번째 올림픽 대회인 2024년 하계 올림픽에서 여자 200m 배영 동메달을 획득하여 톰 폰팅 이후 3회 연속으로 올림픽 메달을 획득한 두 번째 캐나다 수영 선수가 되었다.